# Lestes fernandoi
Lestes fernandoi là loài chuồn chuồn trong họ Lestidae. Loài này được Costa, De Souza & Muzón mô tả khoa học đầu tiên năm 2006.